# Gudrun Theuerkauff
Gudrun Theuerkauff, geb. Vorbrich, (* 8. April 1937 in Stettin) ist eine ehemalige deutsche Fechterin.
Gudrun Vorbrich heiratete vor den Olympischen Spielen 1960 in Rom ihren Mannschaftskameraden vom OFC Bonn Jürgen Theuerkauff und wurde als Gudrun Theuerkauff-Vorbrich mit der Florettmannschaft Vierte, während ihr Mann ebenfalls mit dem Florett Mannschaftsbronze gewann. Nach diesen Olympischen Spielen startete sie nur noch als Gudrun Theuerkauff.
Bei den Olympischen Spielen 1964 scheiterten Heidi Schmid, Rosemarie Scherberger, Helga Mees und Gudrun Theuerkauff im Halbfinale an den späteren Olympiasiegerinnen aus Ungarn. Im kleinen Finale fochten die Deutschen gegen die Italienerinnen und gewannen Bronze. Dafür erhielt sie am 11. Dezember 1964 das Silberne Lorbeerblatt.
Nach den Olympischen Spielen 1968, bei denen sie nochmals Fünfte mit der Mannschaft wurde, zog sie sich, mittlerweile Mutter von drei Kindern, aus dem Leistungssport zurück. Nachdem die deutsche Mannschaft bei der Fechtweltmeisterschaft 1971 ohne jeglichen Erfolg geblieben war, ließ sich Gudrun Theuerkauff zu einem Comeback überreden und nahm 1972 in München zum vierten Mal an Olympischen Spielen teil. Mit der Mannschaft wurde sie erneut Fünfte.
Die studierte Sportlehrerin gewann nie einen Einzeltitel bei einer Deutschen Meisterschaft, der zweite Platz 1967 blieb ihre beste Leistung. Durch ihre Energie war sie aber über viele Jahre als Mannschaftsfechterin erfolgreich und wurde bei Olympischen Spielen einmal Dritte, einmal Vierte und zweimal Fünfte mit der Mannschaft.